# Александрув (Радомський повіт)
Александрув (пол. Aleksandrów) — село в Польщі, у гміні Єдльня-Летнісько Радомського повіту Мазовецького воєводства.
Населення — 300 осіб (2011).

## Демографія
Демографічна структура станом на 31 березня 2011 року:
|          | Загалом | Допрацездатний вік | Працездатний вік | Постпрацездатний вік |
| -------- | ------- | ------------------ | ---------------- | -------------------- |
| Чоловіки | 153     | 38                 | 99               | 16                   |
| Жінки    | 147     | 26                 | 95               | 26                   |
| Разом    | 300     | 64                 | 194              | 42                   |